# Paduano Esporte Clube
Paduano Esporte Clube é uma agremiação esportiva de Santo Antônio de Pádua, estado do Rio de Janeiro, fundada a 27 de maio de 1927.

## História

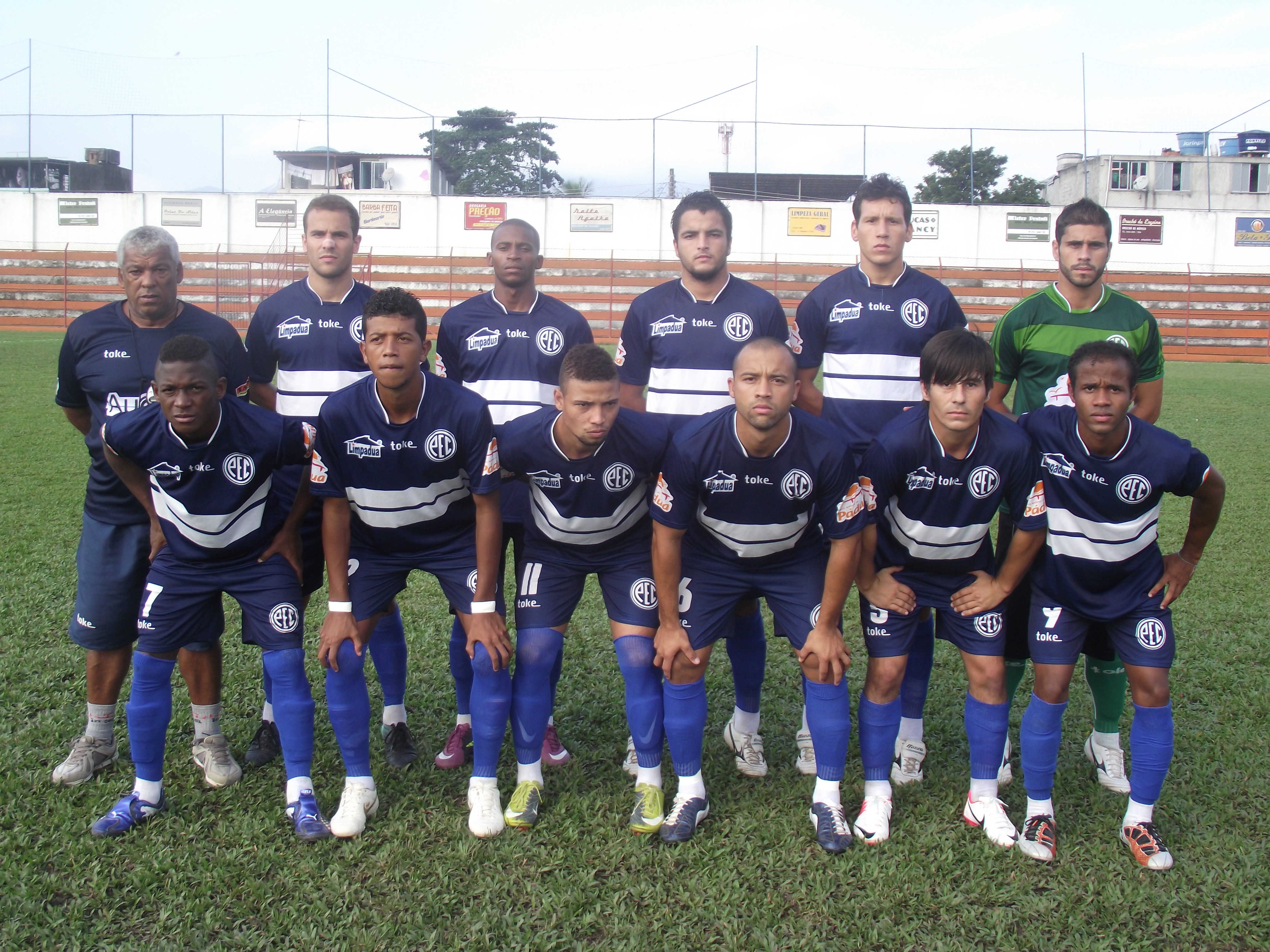
Equipe profissional do Paduano em 2012.

Participa do Campeonato Estadual Fluminense em 1943, quando se classifica na fase inicial. Passa pela segunda e é eliminado na terceira pelo Goytacaz Futebol Clube.
Em 1944, chega à quarta fase do Campeonato Fluminense ao ser eliminado pelo Americano Futebol Clube.
Após a fusão dos antigos estados do Rio de Janeiro e Guanabara, o clube estreia apenas no Campeonato Estadual da Terceira Divisão de Profissionais em 1987, sagrando-se campeão e promovido à Segunda Divisão com o Esporte Clube Miguel Couto sob o comando técnico do ex-lateral Audinélio.
Em 1988, disputa a Segunda Divisão. Fica em décimo-primeiro no primeiro turno e em quinto no segundo turno, não se classificando para a fase final.

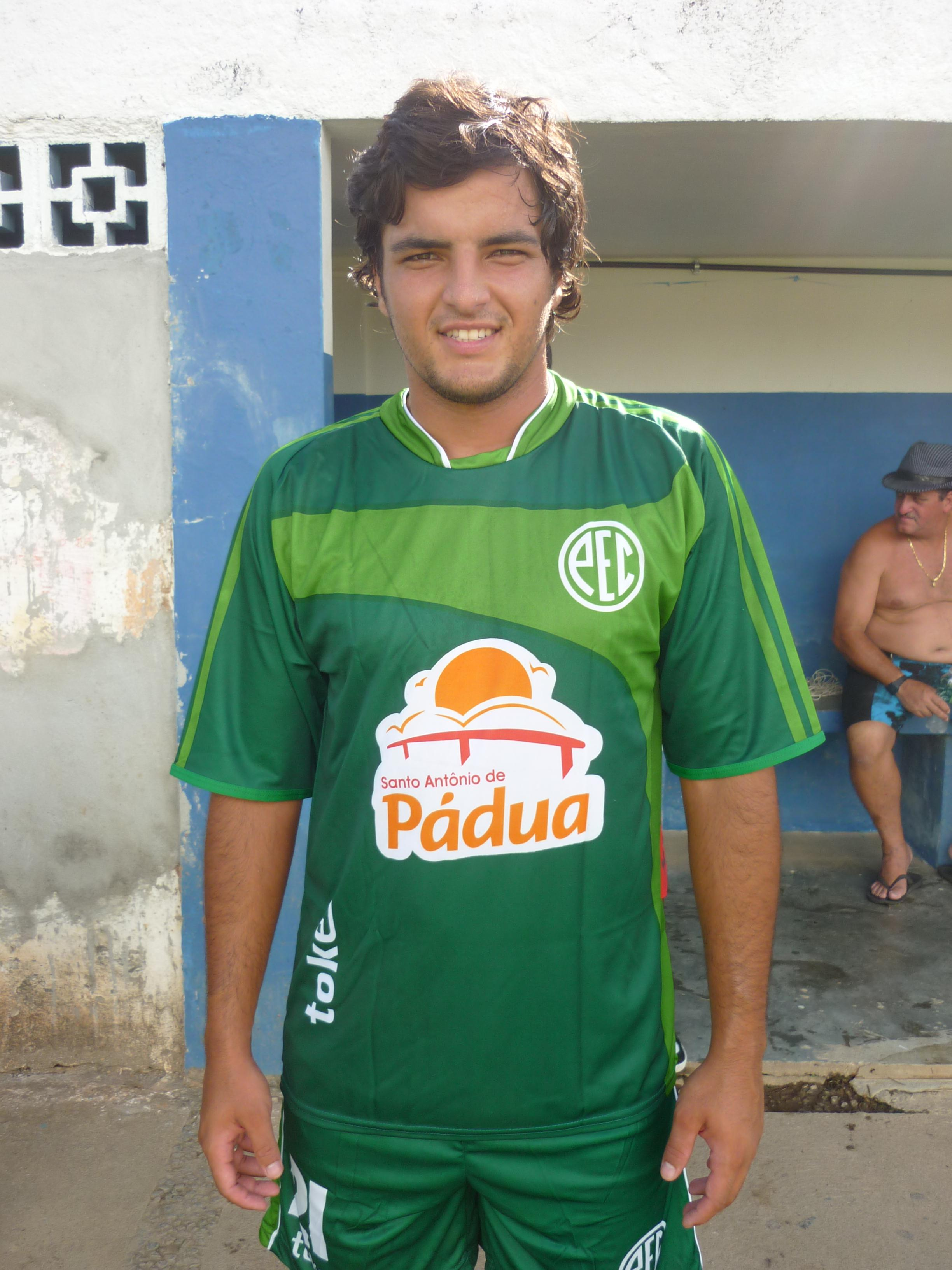
Nova camisa verde em 2012.

Em 1989, fica na quinta colocação no primeiro turno e em décimo-terceiro no segundo turno, não se qualificando para a fase final.
Em 1990, foi o primeiro colocado em sua chave na fase inicial, ficando em oitavo na final.
Em 1991, os doze mais bem colocados da Segunda Divisão do ano anterior, foram deslocados para o Grupo "B" da Primeira Divisão. Os dois melhores em cada turno subiriam para o "A", composto pela elite, enquanto que deste caíriam dois para o "B" ao término também de cada turno. O Paduano ficou em décimo-primeiro ao fim do primeiro turno e em quinto ao fim do segundo.
Em 1992, ainda no módulo "B", o clube ficou em décimo-segundo ao fim do primeiro turno e em décimo-primeiro ao fim do segundo, sendo rebaixado para a Segunda Divisão, que na prática funcionava como uma Terceira.

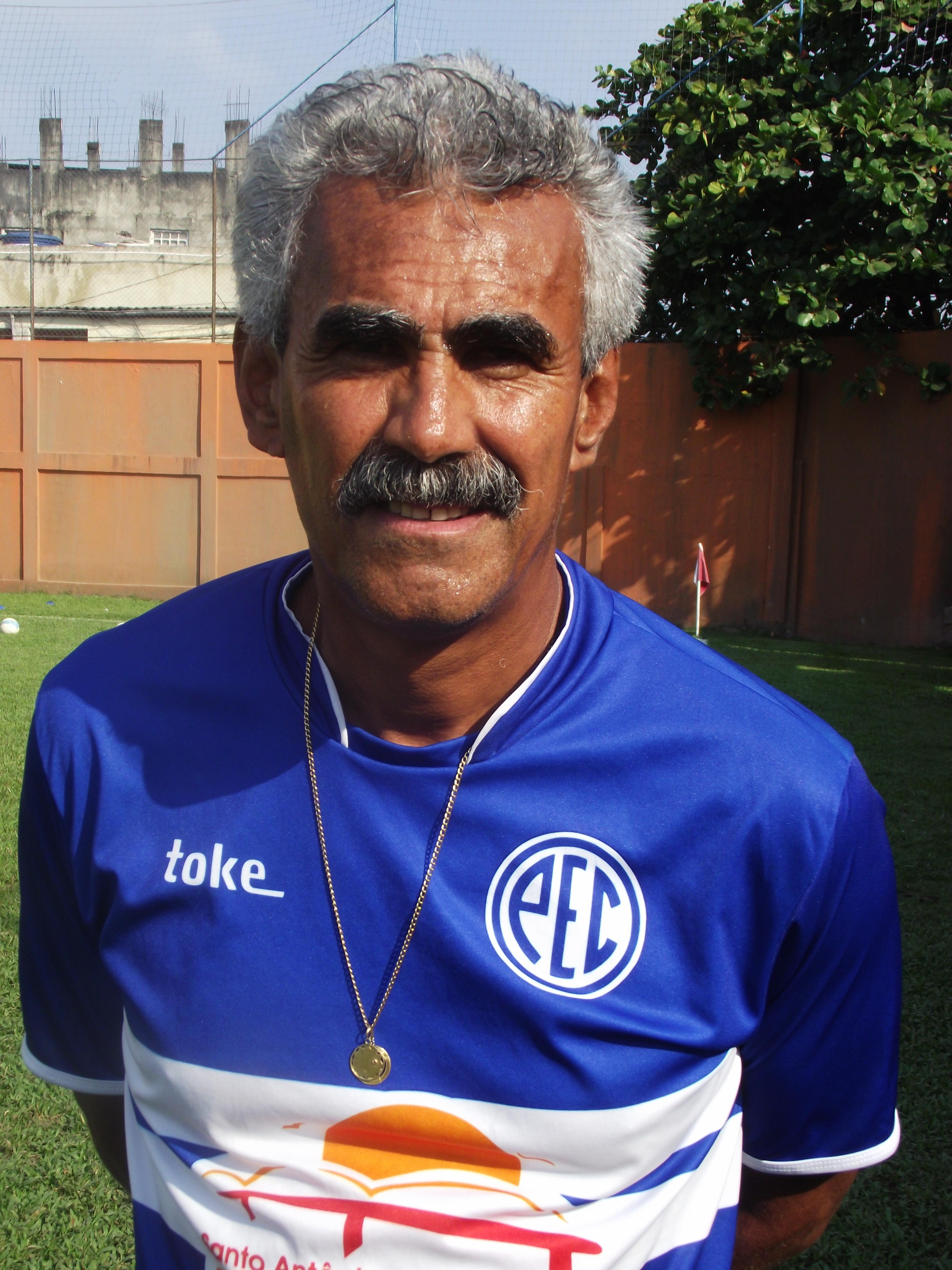
Emílson Peixinho, treinador em 2012 e campeão pelo time em 1987 como atleta.

Em 1993, se licencia das competições de âmbito profissional. Volta no ano seguinte na Segunda Divisão. Fica em quinto em sua chave na fase inicial e não se classifica para a seguinte, sendo eliminado.
Se licencia novamente das competições profissionais. Entra em um período de longa inatividade que perdura bastante tempo.
Em 2006, tenciona disputar a Terceira Divisão de Profissionais, mas desiste com a tabela já montada. Seus dirigentes planejaram a sua volta ao profissionalismo, através de uma parceria com a empresa Formação Sports, com a assinatura de um contrato por cinco anos. Porém, várias irregularidades foram descobertas e a sociedade foi desfeita pelo presidente do clube, Marcos Tobias. Duas semanas após a rescisão contratual, a Formação Sports entrou na justiça contra o clube alegando ter dinheiro a receber. Entretanto, o juiz concedeu ganho de causa ao Paduano.
Em 2007, finalmente retorna às competições. Participa da Terceira Divisão, mas fica apenas em quinto na sua chave, não alcançando a seguinte, sendo logo eliminado.
Em 2008, se licencia novamente das competições profissionais promovidas pela FFERJ. Em 2009, tenciona participar do Torneio Otávio Pinto Guimarães de Juniores, promovido pela FFERJ, mas abandona a competição, não comparecendo à primeira partida contra o Olaria Atlético Clube.
Em 2012, retorna à disputa do Campeonato Estadual da Série C do Rio de Janeiro sob o comando técnico de Emílson Peixinho, ex-atleta do elenco campeão estadual da Terceira Divisão de 1987. Na primeira fase se classifica em primeiro no Grupo "D". O segundo foi o Rubro Social Esporte Clube, o terceiro foi Clube de Futebol São José e o quarto a Sociedade Esportiva de Búzios. O Atlético Clube Apollo foi eliminado.
Na segunda fase, o Trovão Azul foi novamente primeiro, chegando à fase anterior à semifinais. O Grêmio Mangaratibense foi o segundo colocado e também se classificou. Bela Vista Futebol Clube e Tanguá Esporte e Cultura foram eliminados.
Na terceira fase, o Clube Atlético da Barra da Tijuca se habilitou em primeiro, ficando o Paduano com a segunda fase. Ambos se classificaram para as semifinais da competição. São Pedro Atlético Clube e Queimados Futebol Clube foram eliminados. Na semifinal, o Paduano enfrentou o Villa Rio Esporte Clube e, após dois empates, derrotou o adversário nos pênaltis se habilitando à final do certame e conseguindo a tão sonhada volta à Série B do Campeonato Estadual.
Na disputa da primeira partida da final o Paduano empatou em Santo Antônio de Pádua em 1 a 1 com o América de Três Rios. No jogo de volta, em Três Rios, o Paduano venceu por 1 a 0 e ficou com o título de campeão da Série C em 2012.
Alguns filhos da terra são bem conhecidos do torcedor de futebol. Do Paduano saíram Píndaro, que jogou no Fluminense. Amaro, que atuou no América e no Corinthians. Lumumba, que foi goleiro do Bonsucesso, e o atacante Té, que jogou no Botafogo e encerrou a carreira no Paduano.
Em maio de 2021, o clube fez parceria com a Comissão de Desportos do Exército Brasileiro, servindo como base para diversos jogadores civis, mas que assinaram com o Exército através do programa de Alto Rendimento, se preparassem para o Mundial Militar, que aconteceu no Egito no segundo semestre.
A parceria entre o Paduano e o CDE rendeu frutos:  em 5 de Setembro de 2021, foi campeão da 5° divisão do Campeonato Carioca, mais conhecida como Campeonato Carioca de Futebol - Série C, ao enfrentar o Búzios, em Moça Bonita, após ter empatado no tempo regulamentar pelo placar de 0x0 e sagrou-se campeão ao vencer a disputa de pênaltis por 4 a 3. Com o título, garantiu vaga para o Carioca B2, que aconteceu meses depois.
Ainda em 2021, fez a melhor campanha da fase de pontos corridos, garantindo vaga para a Copa Rio de 2022, e em dezembro levantou outra taça: a do Campeonato Carioca Série B2, vencendo o CEAC/Araruama,  por 3 a 1 no jogo de ida e 2 a 1 no jogo de volta realizado no estádio Moça Bonita. Apesar do título, garantiu de forma antecipada vaga para a B1, equivalente a terceira divisão do Rio, após eliminar o Ceres e chegar à final.
Em 2024, o clube foi semifinalista do Campeonato Carioca Série B1, ao ser eliminado pelo São Gonçalo. Com a eliminação, o clube se manteve na Terceira Divisão do Estadual.

## Títulos
| ESTADUAIS  | ESTADUAIS                        | ESTADUAIS | ESTADUAIS   |
| Competição | Competição                       | Títulos   | Temporadas  |
| ---------- | -------------------------------- | --------- | ----------- |
|            | Campeonato Carioca - 3.ª divisão | 2         | 1987 e 2012 |
|            | Campeonato Carioca - 4.ª divisão | 1         | 2021        |
|            | Campeonato Carioca - 5.ª divisão | 1         | 2021        |

## Estatísticas

### Participações
|  | Participações em 2025 |

| Competição     | Competição                       | Temporadas | Melhor campanha           | Estreia | Última | P | R |
| Rio de Janeiro | Campeonato Carioca - 2.ª divisão | 6          | 8° colocado (1990)        | 1988    | 2014   | 1 | 1 |
| Rio de Janeiro | Campeonato Carioca - 3.ª divisão | 7          | Campeão (1987 e 2012)     | 1987    | 2025   | 2 | – |
| Rio de Janeiro | Campeonato Carioca - 4.ª divisão | 4          | Campeão (2021)            | 2017    | 2021   | 1 | – |
| Rio de Janeiro | Campeonato Carioca - 5.ª divisão | 1          | Campeão (2021)            | 2021    | 2021   | 1 | – |
| Rio de Janeiro | Copa Rio                         | 5          | Quartas de final (2022)   | 1991    | 2025   |   |   |
| Rio de Janeiro | Campeonato Fluminense            | 2          | 5º colocado (1943 e 1944) | 1943    | 1944   | – | – |